# 国鉄セム3900形貨車
国鉄セム3900形貨車（こくてつセム3900がたかしゃ）は、かつて日本国有鉄道（国鉄）およびその前身である鉄道省等に在籍した15 t積の石炭車である。

## 概要
1943年（昭和18年）5月1日に宇部鉄道が戦時体制により国有化され、宇部鉄道に在籍していた車両25両がセム3900形（セム3900 - セム3924）に形式名変更された。専属貨車として周防富田駅（現在の新南陽駅）を常備駅として運用された。
戦後の1947年（昭和22年）5月に「貨車特別廃車」の対象形式に指定された（当時全車が在籍）が1960年（昭和35年）より廃車が開始され1961年（昭和36年）10月27日に最後まで在籍した車両が廃車になり同時に形式消滅となった。